# Renaissance Zemamra
Club Renaissance Zemamra Athletic, również Nahdat Zemamra – marokański klub piłkarski z siedzibą w mieście Zemamra. W sezonie 2025/2026 występuje w GNF 1.

## Opis
Klub został założony w 1977 roku. Wygrał raz GNF 2, co spowodowało debiut w GNF 1 w sezonie 2019/2020. W tym sezonie zajął 12. miejsce. W pucharze Maroka najlepszym wynikiem była 1/16 finału w 2019 roku. Od 1 lipca 2025 roku trenerem jest Redouane El Haimeur. Zespół gra na Stade Municipal Khemiss des Zemamra, który może pomieścić 2500 widzów.

### Renaissance Zemamra wGNF 1

#### Rekordy
Opracowano na podstawie:
| #  | Zawodnik               | Lata w klubie | Występy |
| -- | ---------------------- | ------------- | ------- |
| 1. | Jawad Ghabra           | od 2017       | 39      |
| 2. | Abdessamad El Moubarki | od 2019       | 34      |
| 3. | Marouane Lemzaouri     | od 2019       | 33      |
| 4. | Yassine El Houasli     | od 2019       | 32      |
| 4. | Abdou Atchabao         | od 2019       | 32      |

| #  | Zawodnik               | Lata w klubie | Bramki |
| -- | ---------------------- | ------------- | ------ |
| 1. | Abdessamad El Moubarki | od 2019       | 10     |
| 2. | Abdou Atchabao         | od 2019       | 9      |
| 3. | Brahim El Bahri        | 2019–2020     | 7      |
| 4. | Lahcen Dahdouh         | od 2020       | 4      |
| 4. | Mohamed Kamal          | 2020          | 4      |

| #  | Zawodnik               | Lata w klubie | Asysty |
| -- | ---------------------- | ------------- | ------ |
| 1. | Abdessamad El Moubarki | od 2019       | 10     |
| 2. | Saad Lamti             | od 2019       | 5      |
| 3. | Jawad Ghabra           | od 2017       | 3      |
| 3. | Abdou Atchabao         | od 2019       | 3      |
| 3. | Brahim El Bahri        | 2019–2020     | 3      |

## Sezony
| Sezon     | Liga           | M  | Z  | R  | P  | Br+ | Br- | Pkt | Pozycja | Źródło |
| --------- | -------------- | -- | -- | -- | -- | --- | --- | --- | ------- | ------ |
| 2015/2016 | National (III) | 30 | 9  | 15 | 6  | 27  | 19  | 42  | 6.      | [ 7 ]  |
| 2016/2017 | National (III) | 30 | 14 | 12 | 4  | 45  | 22  | 54  | 3.      | [ 8 ]  |
| 2017/2018 | National (III) | 30 | 14 | 9  | 7  | 36  | 19  | 51  | 2. (A)  | [ 9 ]  |
| 2018/2019 | GNF 2 (II)     | 30 | 13 | 14 | 3  | 33  | 14  | 53  | 1. (A)  | [ 10 ] |
| 2019/2020 | GNF 1 (I)      | 30 | 8  | 10 | 12 | 40  | 41  | 34  | 12.     | [ 11 ] |
| 2020/2021 | GNF 1 (I)      | 30 | 7  | 9  | 14 | 31  | 40  | 30  | 16. (S) | [ 12 ] |
| 2021/2022 | GNF 2 (II)     | 30 | 12 | 8  | 10 | 39  | 32  | 44  | 4.      | [ 13 ] |
| 2022/2023 | GNF 2 (II)     | 30 | 15 | 9  | 6  | 29  | 15  | 54  | 1. (A)  | [ 14 ] |
| 2023/2024 | GNF 1 (I)      | 30 | 11 | 7  | 12 | 35  | 35  | 40  | 8.      | [ 15 ] |
| 2024/2025 | GNF 1 (I)      | 30 | 14 | 5  | 11 | 34  | 29  | 47  | 6.      | [ 16 ] |
| 2025/2026 | GNF 1 (I)      |    |    |    |    |     |     |     |         |        |

## Skład w sezonie 2020/2021
Stan na 3 maja 2021
| Nr | Poz. | Piłkarz                                      |
| -- | ---- | -------------------------------------------- |
| 1  | BR   | Younes Hardala                               |
| 2  | PO   | Mohamed Douik (wypożyczony z Rai Casablanca) |
| 3  | OB   | Younes Khafi                                 |
| 4  | OB   | Marouane Lemzaouri                           |
| 5  | OB   | Abdarrahman El Barki                         |
| 6  | PO   | Brahim Nekkach (kapitan)                     |
| 7  | NA   | Driss Bennani                                |
| 8  | PO   | Noureddine El Moutataouia                    |
| 9  | NA   | Abdou Atchabao                               |
| 10 | PO   | Saad Lamti                                   |
| 11 | NA   | Zouhair El Ouassli                           |
| 12 | BR   | Amine Rzine                                  |
| 13 | PO   | Ayoub Barka                                  |
| 14 | OB   | Sékou Samaké                                 |
| 15 | OB   | Naoufal Zannane                              |
| 16 | OB   | Hamza El Madani                              |
| 17 | NA   | Yassine Labhiri                              |
| 19 | OB   | El Mahdi Bellaaroussi                        |

| Nr | Poz. | Piłkarz                                     |
| -- | ---- | ------------------------------------------- |
| 20 | PO   | Mohamed Radouani                            |
| 21 | PO   | Abdessamad El Moubarki                      |
| 22 | BR   | Yassine El Houasli                          |
| 23 | OB   | Abdelkhalek Hamidouch                       |
| 25 | OB   | Mehdi Khalis                                |
| 26 | PO   | Mohamed Hamdane                             |
| 27 | NA   | Youssef Bekkari                             |
| 33 | NA   | Lahcen Dahdouh                              |
| 40 | PO   | Grace Obiang                                |
| 43 | PO   | Imad Riahi                                  |
| 77 | NA   | Jawad Ghabra                                |
| 80 | NA   | Amin Tighazoui                              |
| 99 | PO   | Mouhcine Bouriga                            |
|    | OB   | Carof Bakoua                                |
|    | NA   | Hicham Islah (wypożyczony z Rai Casablanca) |
|    | OB   | Walid Gharbaoui                             |
|    | BR   | Hamza Hmimid                                |